# Allsång på Skansen
Allsång på Skansen är ett allsångsprogram direktsänt från Sollidenscenen på Skansen i Stockholm. Allsångstraditionen inleddes på Skansen år 1935. Programmet har sänts i Sveriges Television nästan varje sommar sedan den 3 augusti 1979 (varje sommar sedan 1990) och sänds en kväll i veckan klockan 20–21 samt, sedan 2010-talet, från klockan 21 ytterligare 30-60 minuter endast på SVT Play. Programmet sänds numera under åtta tisdagar från och med tisdagen efter midsommar, det vill säga under svenska semester- och sommarlovsperioden. Fram till och med 1986 sändes det under fredagar.

## Upplägg
Programledaren presenterar allsånger och går ut i publiken med mikrofon som utvalda får sjunga. Ursprungligen fanns låtarna i ett häfte. Allsångsinslagen kompletteras med gästartister som sjunger en egen låt och är med på en kort intervju, samt humorinslag och sketcher. Normalt får gästartisterna välja en allsång och följer med programledaren ut i publiken. Allsångernas låttexter visas även på skärmen för de som följer programmet på distans, och för publiken började allsångernas låttexter visas för publiken på en skärm uppe på scenen i början av 2020-talet.

## Historik

### Tidiga år (1935–1950)

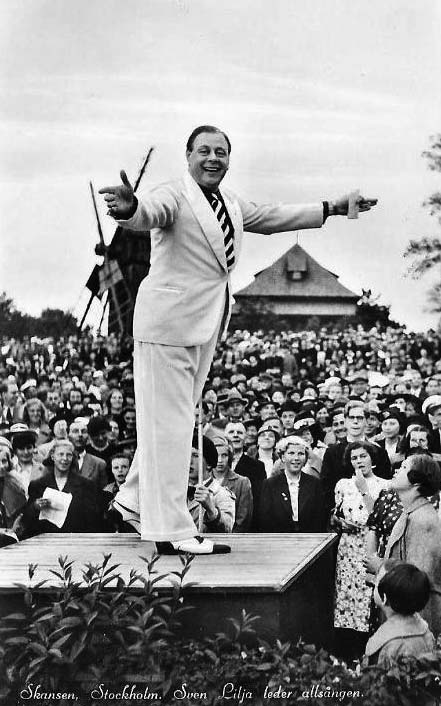
Sven Lilja leder allsången på Skansen.

Sven Lilja inledde allsångstraditionen 1935 och var allsångsledare till och med 1950.
Uttrycket ”En folkrörelse klingar mot skyn” myntades av Gunnar Mascoll Silfverstolpe i en tidningsartikel om Skansens program 1938. Det var ett stort publikår i Skansens historia med över 2 000 000 besökare varav cirka 400 000 kom för att sjunga allsång. Det startade redan våren 1935 när Lilja bjöd med publiken att sjunga med. Så här beskriver Ingemar Liman, före detta programchef på Skansen, fenomenet i Boken om Skansen:
”Vid Sångens dag på Skansen 26 maj det året sjöng publiken med under ledning av musikdirektören och kantorn Sven Lilja. Nästa år engagerades Lilja för hela säsongen och programformen blev redan från början en enorm succé.”
Sedan 1938 talar man på allvar om allsång och när man talar om dess nya programform betonas ofta publikens sociala bredd. Silfverstolpe säger bland annat att ”kansliråd och hembiträden, sjuksköterskor och hantverkare, lärarinnor och flottister sjunger ur lyckliga hjärtan eller sjunger sig bort från ensamhet och hämningar, från förtretligheter, bekymmer och sorger in i en ljus och otvungen gemensamhet under den rosiga kvällsskyn.”
De första åren sjöng man sjömans- och revyvisor, men även vissa fosterländska sånger. Bland annat avslutades varje sångkväll med Hugo Alfvéns ”Sveriges flagga”. Folkhögskolorna och scoutrörelsen hade länge propagerat för unison sång och melodier därifrån kom snart med på repertoaren. 1937 anordnades tillsammans med Stockholms-Tidningen en pristävling för att få fram nya melodier, och totalt kom 2 763 tävlingsbidrag in. Juryn gav segern till ”Linblommornas visa” tonsatt av Ejnar Eklöf till text av komministern i Funäsdalen, Georg Granberg. Den sjungande allmänheten valde istället Åhlstad-Söderströms ”Röda stugor tåga vi förbi”. Under ofärdsåret 1940 gällde pristävlingen bästa melodi till biskop Thomas ”Frihetssång” och här hade man att välja bland över 900 kompositioner.
Fram till 1948 fanns allsång med som stående programpunkt under sommarmånaderna. Men det var inte på långa vägar samma intresse för sången då som 10 år tidigare eller under beredskapsåren. Efterkrigstidens nya underhållning tog andra vägar och allsången blev en mer och mer sällsynt gäst i Skansens produktion. Sven Lilja avled 1951 och det fanns då ingen som förmådde att axla hans mantel.

### Nystart med Egon Kjerrman (1956–1966)

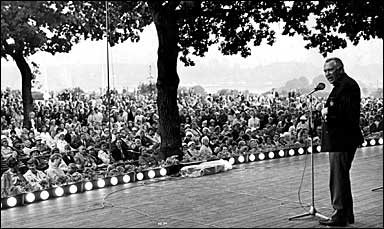
Egon Kjerrman leder Allsång på Skansen 1963.

Radiotjänst hade sedan tidigare samarbetat med Skansen i en rad produktioner och 1957 presenterades en frågesportserie med Bengt Feldreich. I den medverkade också Radiotjänsts Varietéorkester under ledning av Egon Kjerrman. Efter sändningarna brukade Kjerrman sjunga med publiken och han blev raskt det stora dragplåstret i programmet och Egon med hela svenska folket. Följande sommar kallades programmet Bästa man på Skansen och så hette det fram till dess att det upphörde 1966. Till skillnad mot den tidigare allsångsepoken förlorade den här aldrig greppet om publiken.
Sångerna blev mer schlagerbetonade och de högstämda fosterländska tongångarna kom aldrig med. Vissa sånger blev nästan klassiska genom Kjerrmans program. Det gällde kanske speciellt Fred Winters ”Siste man på skansen” och avslutningssången ”Auf Wiederseh’n”. Under nästan ett decennium lyssnade ungefär en miljon människor när ”Auf Wiederseh’n” sjöngs och satte sig att vänta på återseendet nästa vecka. Publiken kom tidigt på morgnarna och bevakade sina platser på Sollidenparketten. Till slut blev stampubliken till en stor jättefamilj, som tillbringade väntan med att dricka kaffe, läsa, berätta - och sticka vantar, mössor och strumpor åt Kjerrman. Andra uppgifter väntade emellertid Kjerrman och allsången på Skansen fick ligga på is.

### Bosse Larsson och TV (1974–1993)
1974 tog Bosse Larsson, som tidigare arbetat med allsång i mindre format i SR och SVT, över programledarrollen och fick på Skansen arbeta enbart med den närvarande publiken. Intresset var ganska svalt till en början men efter hand strömmade publiken till i allt tätare skaror. Programmet återkom nu regelbundet varje sommar och 1979 direktsändes det för första gången i TV2. Till första programmet såldes 20 000 sånghäften.
Signaturmelodin var 1979 ”Sjung med, sjung med, per television, så blir vi enad nation!” skriven av Bengt Haslum.
Den TV-sända allsången var ursprungligen sporadisk. En första säsong med fyra avsnitt sändes 1979 och en andra med åtta avsnitt 1980. Det skulle sedan dröja till 1984 innan allsången återkom med fyra avsnitt och därefter sändes ingen allsång från Sollidenscenen under resten av 1980-talet, utöver ett ”jubileumsprogram” 1986. Det var först efter att sändningarna återupptagits 1990 som Allsång på Skansen blev ett årligen återkommande program.

### Lasse Berghagen (1994–2003)

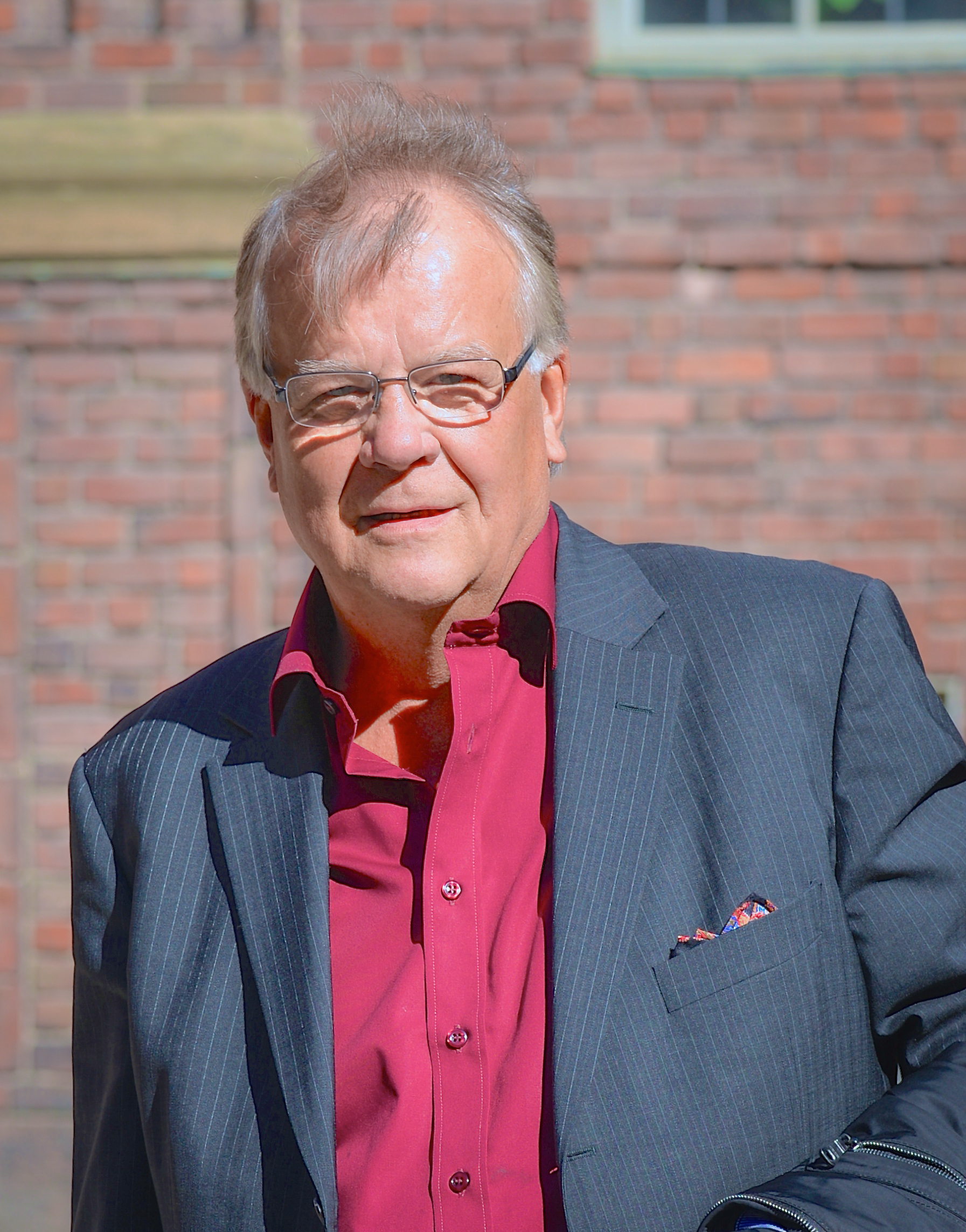
Lasse Berghagen programledare på Skansen 1994–2003. Här 2014.

Lasse Berghagen tog över programledarskapet 1994 och i samband med detta men byttes också signaturmelodin till ”Stockholm i mitt hjärta”, skriven av Berghagen själv vilken varit allsångens signatur allt sedan dess. Berghagen förnyade programmet och gjorde det populärare än någonsin tidigare och med sin klarblå kavaj var han en färgklick i rutan. En återkommande gäst var Jonas Wahlström tillsammans med något djur från Skansen-Akvariet. När Berghagen började hade programmet cirka 600 000 tittare och när han slutade strax under 2 000 000 tittare per avsnitt.
Med åren hade allsången, precis som caféprogramen, fått en så kallad "pensionärsstämpel", eftersom publiken var äldre medan många ungdomar i stället föredrog att gå till pop- och rockkonserter, men under Berghagens tid som programledare lockades alltfler yngre människor till allsången, och intresset spred sig återigen över generationsgränserna.
Den 8 juli 2003 (program 3 av 7) sattes nytt publikrekord för Allsång på Skansen då 36 800 personer kom till Skansen.

### Anders Lundin (2004–2010)

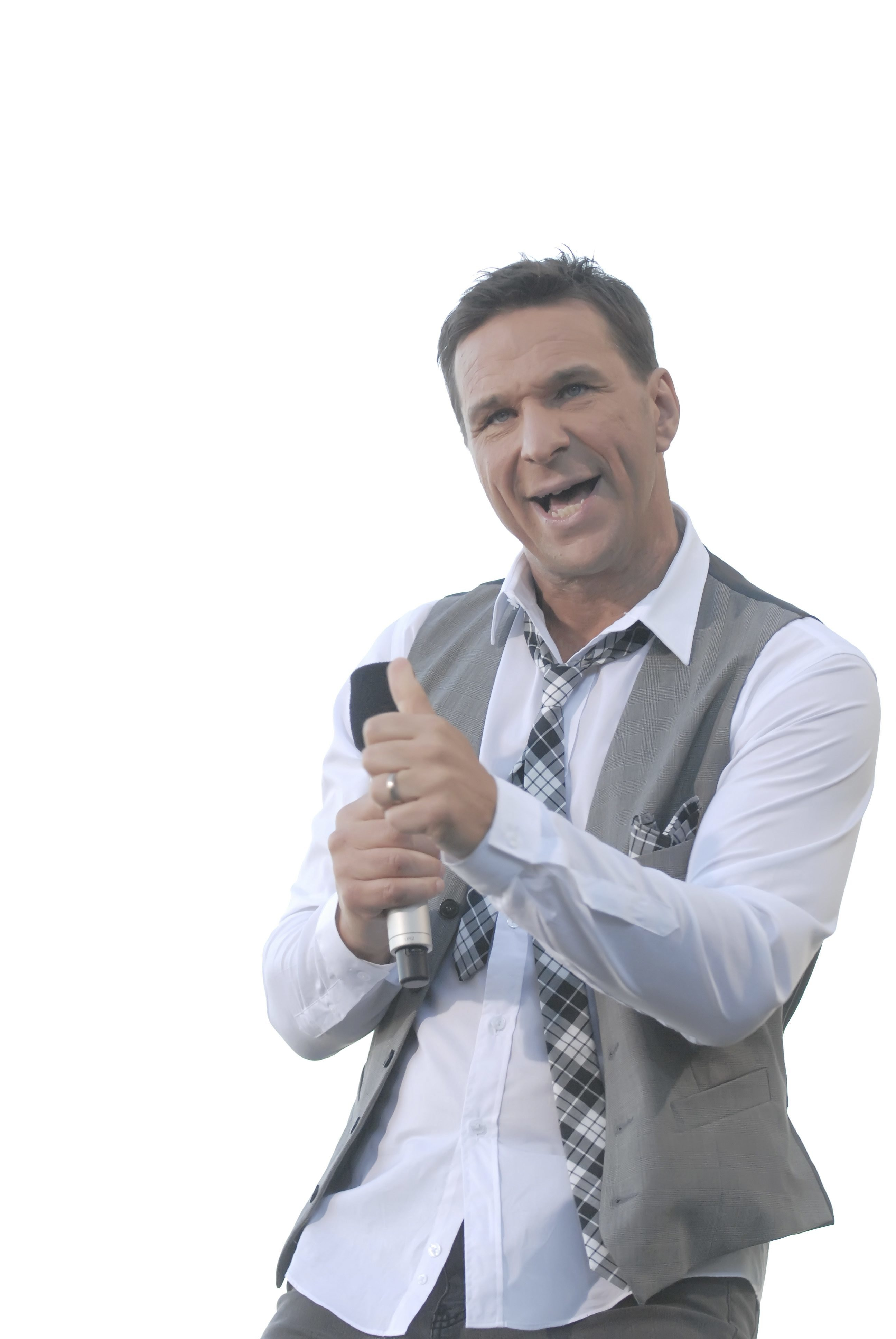
Anders Lundin på Skansen 2005.

Berghagen ville lämna programmet 2003 efter att ha lett och utvecklat det under 10 somrar. Program 4 av 7, den 15 juli 2003, var hans sista som ledare och under de tre återstående programmen hade han hjälp med ledarrollen av sin ”praktikant” Anders Lundin, som officiellt blev ny ledare året därpå och fram till och med 2010.
Allsång på Skansen 2006 hade publikrekord, med cirka 28 000 människor i publiken, den 18 juli (program 4 av 6). Skansen tvingades ta in flera väktare och sjukvårdare på grund av trängseln. Tre extra brandsläckare sattes upp sedan den finska hårdrocks- och heavy metal-gruppen Lordi, vars låt ”Hard Rock Hallelujah” just hade vunnit Eurovision Song Contest 2006, hade med sig mycket pyroteknik. Nytt (delat med ett program 2002) tittarrekord sattes den 26 juni 2007, då The Ark, Pernilla Wahlgren, Benjamin Wahlgren Ingrosso, Maia Hirasawa, Electric Banana Band och Maria Möller kom på besök och sågs av 2 265 000 TV-tittare. Detta var även säsongspremiären och programmet sändes för första gången i HD.

### Måns Zelmerlöw (2011–2013)

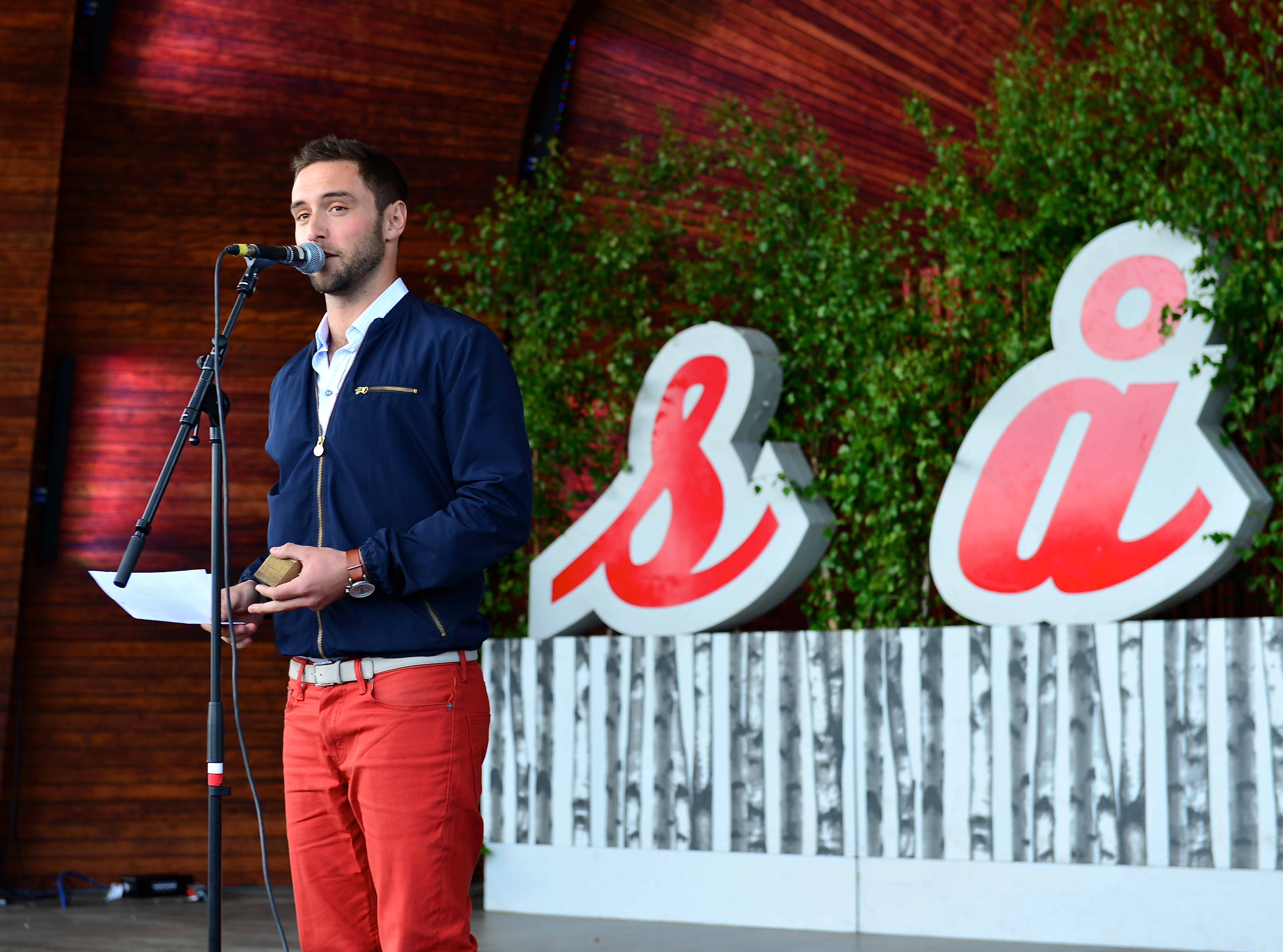
Måns Zelmerlöw på Skansen den 11 juni 2013.

Aftonbladet meddelade den 23 februari 2011 att Lundin skulle sluta som ledare och avslöjade samtidigt att Måns Zelmerlöw skulle ta över vilket meddelades av SVT på en presskonferens under eftermiddagen. Programledarbytet kom i en tid då programmets popularitet hade minskat drastisk, och tittarsiffrorna rasat markant. Zelmerlöw ledde programmet under tre somrar. I och med finalprogrammet den 13 augusti 2013 meddelade han sin avsikt att hoppa av som allsångsledare och det var okänt vem hans efterträdare skulle bli fram till den 20 december 2013, då SVT meddelade att det blev Petra Marklund. 

### Petra Marklund (2014–2015)

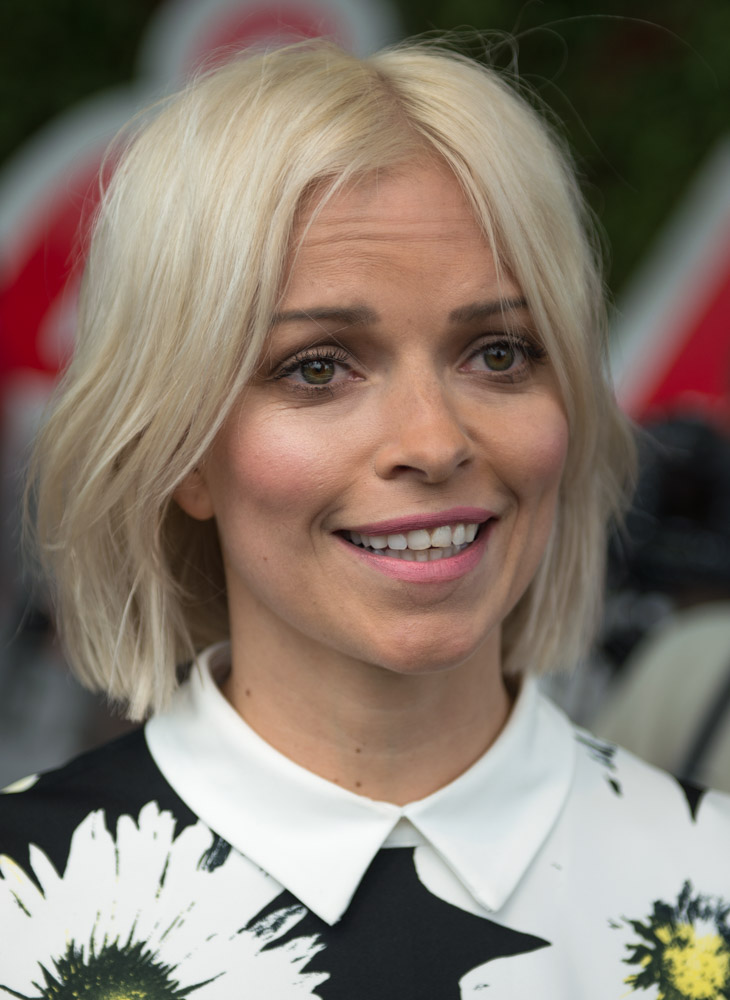
Petra Marklund inför Allsång på Skansen 2015.

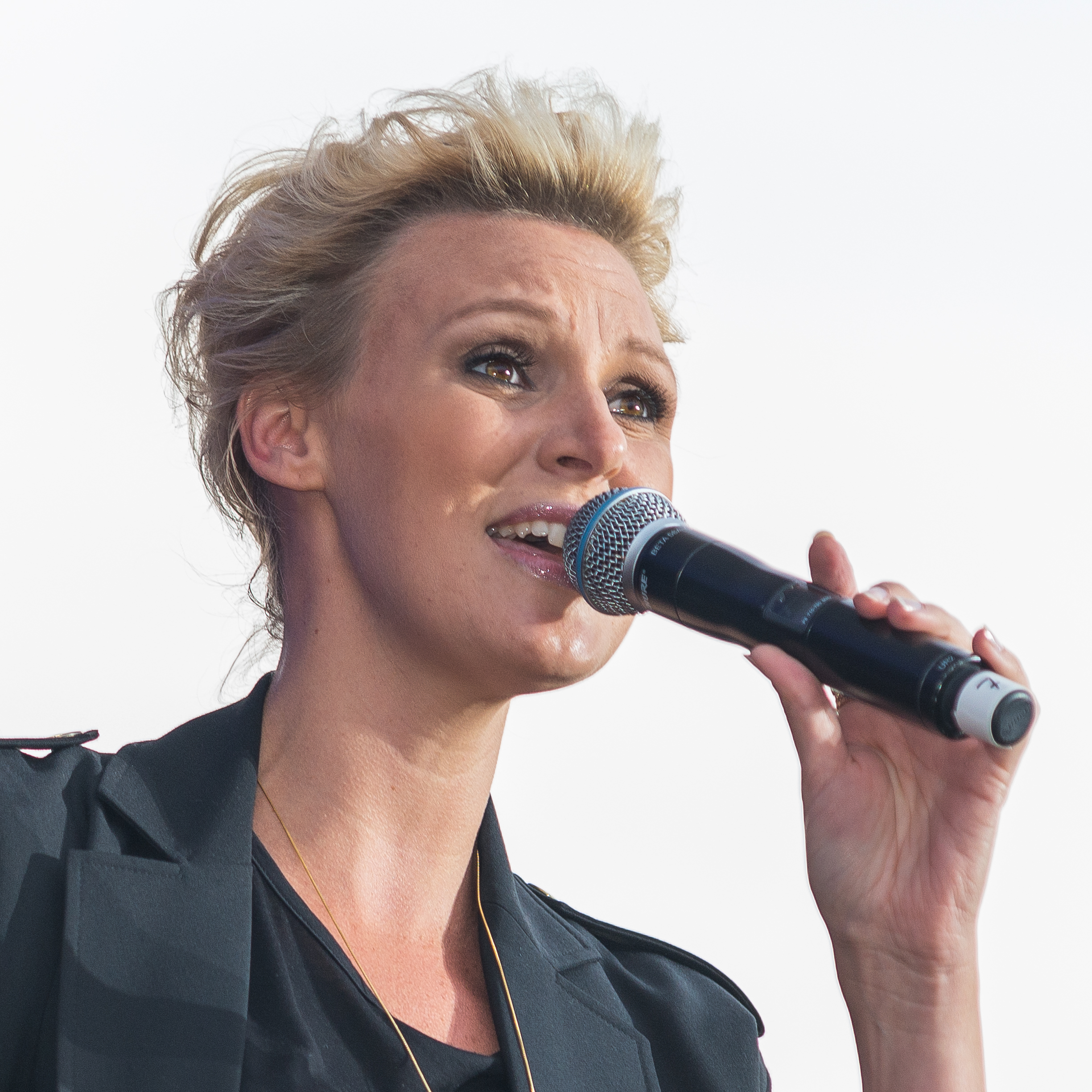
Sanna Nielsen på Skansen 2017.

Marklund hade tidigare medverkat som artist i programmet 2011 och 2013, och 2014 blev hon den femte programledaren sedan TV-sändningarna startade 1979 samt den första kvinnliga i ordningen. Den 26 november 2014 meddelade SVT att Marklund även skulle vara programledare för Allsången 2015 men i och med finalprogrammet den 11 augusti 2015 meddelade hon sin avsikt att hoppa av. Bara en knapp vecka senare blev det klart att Sanna Nielsen skulle ta över från och med 2016.

### Sanna Nielsen (2016–2022)
Sanna Nielsen fick bra kritik redan i sin debut som programledare 2016 och när hon efter sin tredje säsong 2018 meddelade att hon skulle fortsätta som programledare fick hon stående ovationer av publiken.
Det var länge oklart om och hur man skulle genomföra programmet 2020, Sannas femte säsong, på grund av Coronaviruspandemin. Det blev till slut så att man för att förhindra smittspridning av Coronaviruset sände Allsång på Skansen 2020 utan publik. Det var för första gången sedan starten 85 år tidigare som Allsången genomfördes publikfri. I säsongens andra program gästades Allsången av Måns Zelmerlöw och Sanna konstaterade efter en diskussion med honom att hon nu stått på Allsångsscenen fler gånger än honom. I detta program hölls också en hyllning till Lasse Åberg som fyllt 80 år tidigare under året. Under säsongens sista program avslöjade Nielsen att hon även kommer att leda allsången under 2021. 2021 återvände pulbiken, om än i mindre skara.
2022 gjorde Sanna Nielsen sin sjunde säsong som programledare. Veckan före premiären meddelade hon att det också skulle bli hennes sista.

### Pernilla Wahlgren (2023–)
Den 25 oktober 2022 blev det klart att Pernilla Wahlgren skulle ta över från och med 2023. Hennes premiär skedde så den 27 juni 2023. Under säsongens sista program meddelade hon, att hon kommer leda allsången även under 2024.

## Medverkande

### Robert Gustafssons medverkan i programmet
Från mitten av 1990-talet till och med 2008 deltog komikern Robert Gustafsson varje år i finalprogrammet, där han spelade olika påhittade figurer eller imiterade kända personer. 2009 deltog han också, då i program 3. Han har sedan sporadisk dykt upp i allsången efter 2008 dock ej regelbundet en gång per säsong som var brukligt före 2009.

### Allsångsscenen är din/er
En gång varje säsong (sedan 2012) brukar en av gästartisterna väljas ut till att ensam (med orkester) få uppträda efter allsången, vilket direktsänds i SVT under namnet ”Allsångsscenen är din/er”.
Följande har uppträtt i ”Allsångsscenen är din/er” genom åren:
- 24 juli 2012 – Tomas Ledin[25]
- 9 juli 2013 – Håkan Hellström[26]
- 15 juli 2014 – Laleh[27]
- 28 juli 2015 – Alcazar[28]
- 19 juli 2016 – Orup[29]
- 1 augusti 2017 – Lisa Nilsson
- 7 augusti 2018 – Bo Kaspers Orkester
- 6 augusti 2019 – Miriam Bryant[16]
- 4 augusti 2020 – Lena Philipsson
- 10 augusti 2021 – Benjamin Ingrosso
- 9 augusti 2022 – Molly Sandén
- 8 augusti 2023 – Darin
- 6 augusti 2024 – Miss Li[30]
- 5 augusti 2025 – Thomas Stenström

Tomas Ledins uppträdande 2012 anmäldes till Granskningsnämnden för radio och TV då det ansågs ha otillbörligt gynnat kommersiella intressen, men frikändes den 13 september samma år.

## Album
Den 1 juli 2009 släpptes ett dubbelalbum med allsångslåtar framförda av Anders Lundin med Kerstin Ryhed, Johanna Nyström och Per-Erik Domargård. Musiken framförs av husbandet under ledning av Kjell Öhman.

## Övrigt
Kjell Öhman (1943–2015) var programmets pianist, dragspelare och kapellmästare under Lasse Berghagens och Anders Lundins år som allsångsledare, som presenterade Öhman och de övriga i kompbandet, för publiken och TV-tittarna, som Kjell Öhmans orkester. Från 2011, då Öhman tackade nej till fortsatt medverkande i programmet, till 2015 var Kristoffer Nergårdh och hans band Stoffez allsångens orkester. 2016 tog Stefan Brunzell, före detta medlem i Friends, över som kapellmästare.

## Säsongsinformation
| År         | Antal allsångskvällar/ program | Sändningsperiod           | Program- och allsångsledare för huvudsändningen              | Program- och allsångsledare för webbsändningen | TV-sänt och kanal |
| ---------- | ------------------------------ | ------------------------- | ------------------------------------------------------------ | ---------------------------------------------- | ----------------- |
| 1935– 1950 | Okänt                          | Okänt                     | Sven Lilja                                                   | Ingen webbsändning                             | Nej               |
| 1951– 1955 | Inga                           | Ingen sändning            | Ingen                                                        | Ingen webbsändning                             | Nej               |
| 1956– 1966 | Okänt                          | Okänt                     | Egon Kjerrman                                                | Ingen webbsändning                             | Nej               |
| 1967– 1973 | Inga                           | Ingen sändning            | Ingen                                                        | Ingen webbsändning                             | Nej               |
| 1974– 1978 | Okänt                          | Okänt                     | Bosse Larsson                                                | Ingen webbsändning                             | Nej               |
| 1979       | 4                              | 3–24 augusti              | Bosse Larsson                                                | Ingen webbsändning                             | Ja (TV2)          |
| 1980       | 8                              | 4 juli–22 augusti         | Bosse Larsson                                                | Ingen webbsändning                             | Ja (TV2)          |
| 1981– 1983 | Okänt                          | Okänt                     | Bosse Larsson                                                | Ingen webbsändning                             | Nej               |
| 1984       | 4                              | 3–31 (dock ej 10) augusti | Bosse Larsson                                                | Ingen webbsändning                             | Ja (TV2)          |
| 1985       | Okänt                          | Okänt                     | Bosse Larsson                                                | Ingen webbsändning                             | Nej               |
| 1986       | 1                              | 4 juli                    | Bosse Larsson                                                | Ingen webbsändning                             | Ja (TV2)          |
| 1987– 1989 | Okänt                          | Okänt                     | Bosse Larsson                                                | Ingen webbsändning                             | Nej               |
| 1990       | 5                              | 17 juli–14 augusti        | Bosse Larsson                                                | Ingen webbsändning                             | Ja (Kanal 1)      |
| 1991       | 5                              | 16 juli–13 augusti        | Bosse Larsson                                                | Ingen webbsändning                             | Ja (Kanal 1)      |
| 1992       | 10                             | 30 juni–1 september       | Bosse Larsson                                                | Ingen webbsändning                             | Ja (Kanal 1)      |
| 1993       | 9                              | 22 juni–17 augusti        | Bosse Larsson                                                | Ingen webbsändning                             | Ja (Kanal 1)      |
| 1994       | 7                              | 12 juli–23 augusti        | Lasse Berghagen (Anders Lundin, prao 22 juli–5 augusti 2003) | Ingen webbsändning                             | Ja (Kanal 1)      |
| 1995       | 7                              | 11 juli–22 augusti        | Lasse Berghagen (Anders Lundin, prao 22 juli–5 augusti 2003) | Ingen webbsändning                             | Ja (Kanal 1)      |
| 1996       | 9                              | 18 juni–13 augusti        | Lasse Berghagen (Anders Lundin, prao 22 juli–5 augusti 2003) | Ingen webbsändning                             | Ja (SVT1)         |
| 1997       | 7                              | 1 juli–12 augusti         | Lasse Berghagen (Anders Lundin, prao 22 juli–5 augusti 2003) | Ingen webbsändning                             | Ja (SVT1)         |
| 1998       | 7                              | 30 juni–11 augusti        | Lasse Berghagen (Anders Lundin, prao 22 juli–5 augusti 2003) | Ingen webbsändning                             | Ja (SVT1)         |
| 1999       | 7                              | 29 juni–10 augusti        | Lasse Berghagen (Anders Lundin, prao 22 juli–5 augusti 2003) | Ingen webbsändning                             | Ja (SVT1)         |
| 2000       | 7                              | 27 juni–8 augusti         | Lasse Berghagen (Anders Lundin, prao 22 juli–5 augusti 2003) | Ingen webbsändning                             | Ja (SVT1)         |
| 2001       | 7                              | 26 juni–7 augusti         | Lasse Berghagen (Anders Lundin, prao 22 juli–5 augusti 2003) | Ingen webbsändning                             | Ja (SVT1)         |
| 2002       | 7                              | 25 juni–6 augusti         | Lasse Berghagen (Anders Lundin, prao 22 juli–5 augusti 2003) | Ingen webbsändning                             | Ja (SVT1)         |
| 2003       | 7                              | 24 juni–5 augusti         | Lasse Berghagen (Anders Lundin, prao 22 juli–5 augusti 2003) | Ingen webbsändning                             | Ja (SVT1)         |
| 2004       | 7                              | 29 juni–10 augusti        | Anders Lundin                                                | Ingen webbsändning                             | Ja (SVT1)         |
| 2005       | 7                              | 28 juni–9 augusti         | Anders Lundin                                                | Ingen webbsändning                             | Ja (SVT1)         |
| 2006       | 6                              | 27 juni–1 augusti         | Anders Lundin                                                | Ingen webbsändning                             | Ja (SVT1)         |
| 2007       | 7                              | 26 juni–7 augusti         | Anders Lundin                                                | Ingen webbsändning                             | Ja (SVT1)         |
| 2008       | 7                              | 24 juni–5 augusti         | Anders Lundin                                                | Babsan                                         | Ja (SVT1)         |
| 2009       | 7                              | 23 juni–4 augusti         | Anders Lundin                                                | Shire Raghe                                    | Ja (SVT1)         |
| 2010       | 8                              | 29 juni–17 augusti        | Anders Lundin                                                | Frida Tiblom                                   | Ja (SVT1)         |
| 2011       | 8                              | 28 juni–16 augusti        | Måns Zelmerlöw                                               | Anton Lundqvist (Maria Ericson)                | Ja (SVT1)         |
| 2012       | 8                              | 26 juni–14 augusti        | Måns Zelmerlöw                                               | Robert Rydberg                                 | Ja (SVT1)         |
| 2013       | 8                              | 25 juni–13 augusti        | Måns Zelmerlöw                                               | Måns Zelmerlöw                                 | Ja (SVT1)         |
| 2014       | 8                              | 24 juni–12 augusti        | Petra Marklund                                               | Petra Marklund                                 | Ja (SVT1)         |
| 2015       | 8                              | 23 juni–11 augusti        | Petra Marklund                                               | Petra Marklund                                 | Ja (SVT1)         |
| 2016       | 8                              | 28 juni–16 augusti        | Sanna Nielsen                                                | Sanna Nielsen                                  | Ja (SVT1)         |
| 2017       | 8                              | 27 juni–15 augusti        | Sanna Nielsen                                                | Sanna Nielsen                                  | Ja (SVT1)         |
| 2018       | 8                              | 26 juni–14 augusti        | Sanna Nielsen                                                | Sanna Nielsen                                  | Ja (SVT1)         |
| 2019       | 8                              | 25 juni–13 augusti        | Sanna Nielsen                                                | Sanna Nielsen                                  | Ja (SVT1)         |
| 2020       | 8                              | 23 juni–11 augusti        | Sanna Nielsen                                                | Sanna Nielsen                                  | Ja (SVT1)         |
| 2021       | 8                              | 29 juni–17 augusti        | Sanna Nielsen                                                | Sanna Nielsen                                  | Ja (SVT1)         |
| 2022       | 8                              | 28 juni–16 augusti        | Sanna Nielsen                                                | Sanna Nielsen                                  | Ja (SVT1)         |
| 2023       | 8                              | 27 juni–15 augusti        | Pernilla Wahlgren                                            | Pernilla Wahlgren                              | Ja (SVT1)         |
| 2024       | 8                              | 25 juni–13 augusti        | Pernilla Wahlgren                                            | Pernilla Wahlgren                              | Ja (SVT1)         |
| 2025       | 8                              | 24 juni–12 augusti        | Pernilla Wahlgren                                            | Pernilla Wahlgren                              | Ja (SVT1)         |

## Webbsändningar
Efter den ordinarie TV-sändningen framför de flesta av artisterna ett par extra nummer som direktsänds i SVT Play. Från starten 2008 till och med 2012 hade webbsändningen en egen programledare. Webbsändningen gick först under namnet Allsång på Skansen – bakom scenen, från 2013 Allsång på Skansen – efter 21 men heter sen 2016 Ännu mera Allsång. Sedan 2013 har webbsändningen samma programledare som huvudsändningen.
Sommaren 2011 startade webbsändningen för första gången en halvtimme före TV-sändningen, där Zelmerlöw och allsångspubliken repeterade några låtar innan TV-sändningen startade.

## Galleri

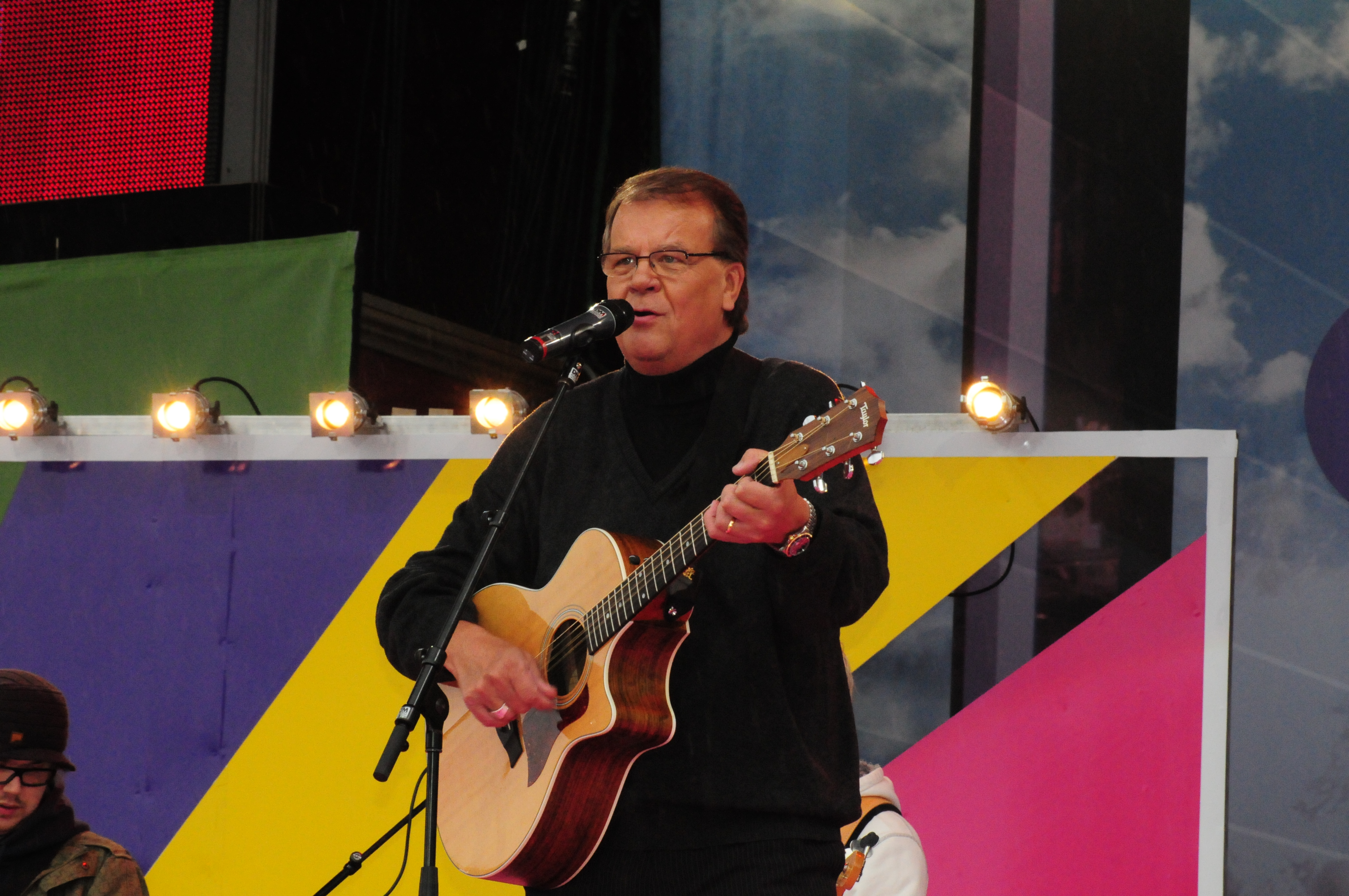
Lasse Berghagen ledde Allsång på Skansen 1994–2003.
- Allsång på Skansen 1937.
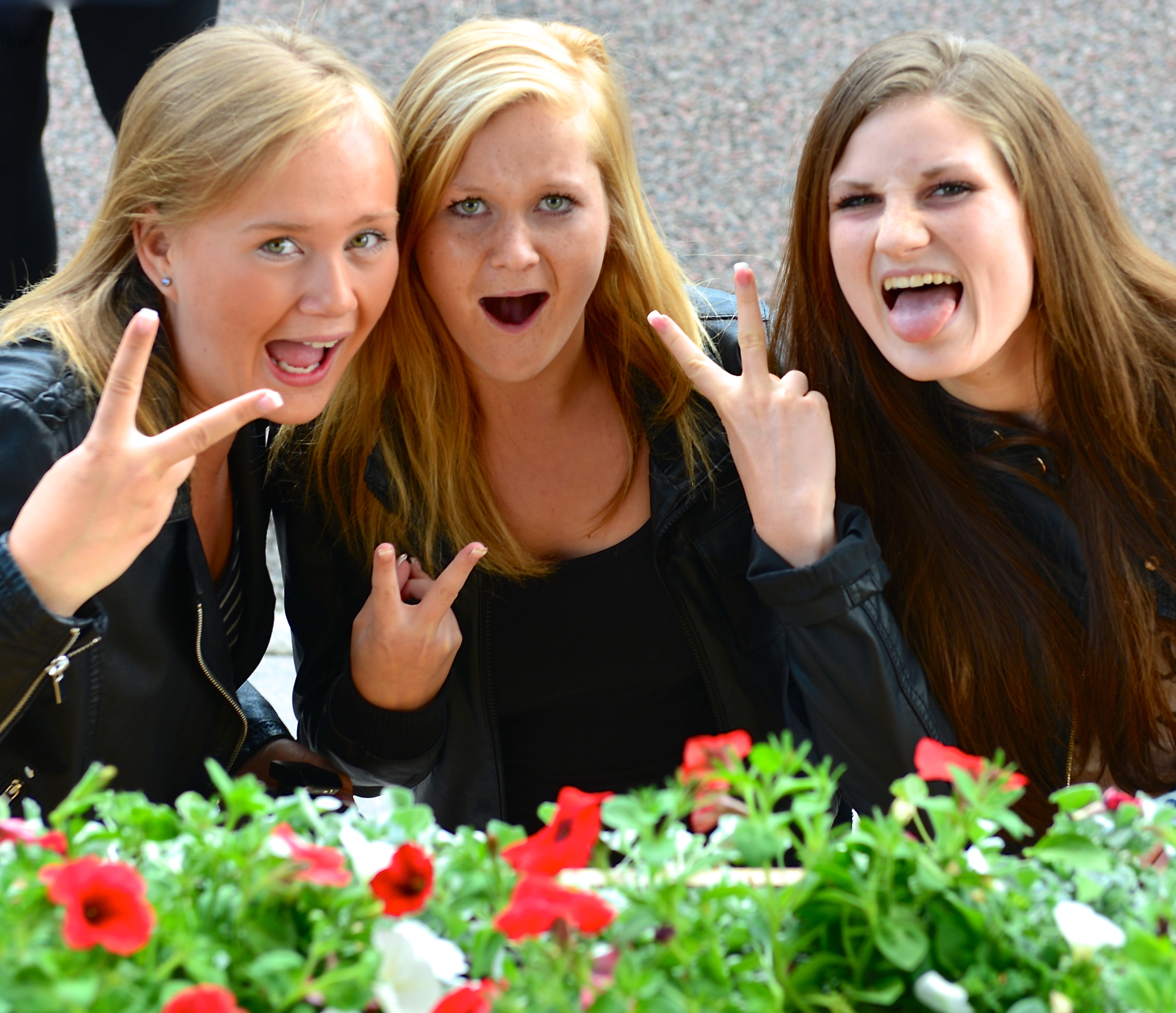
Allsångsfans under artistpresentationen inför Allsång på Skansen i Stockholm den 11 juni 2013.
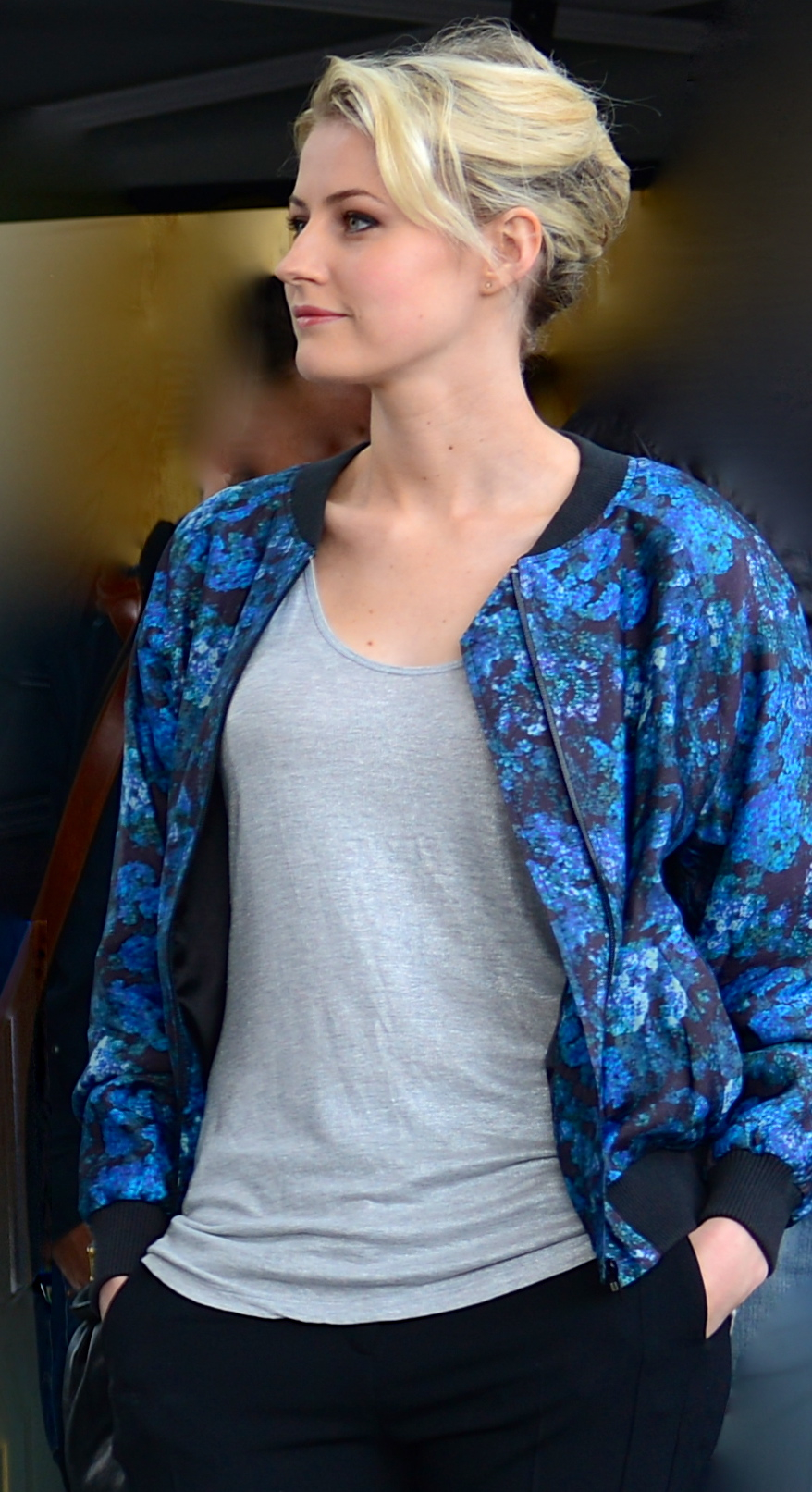
Edda Magnason inför Allsång på Skansen 2013.
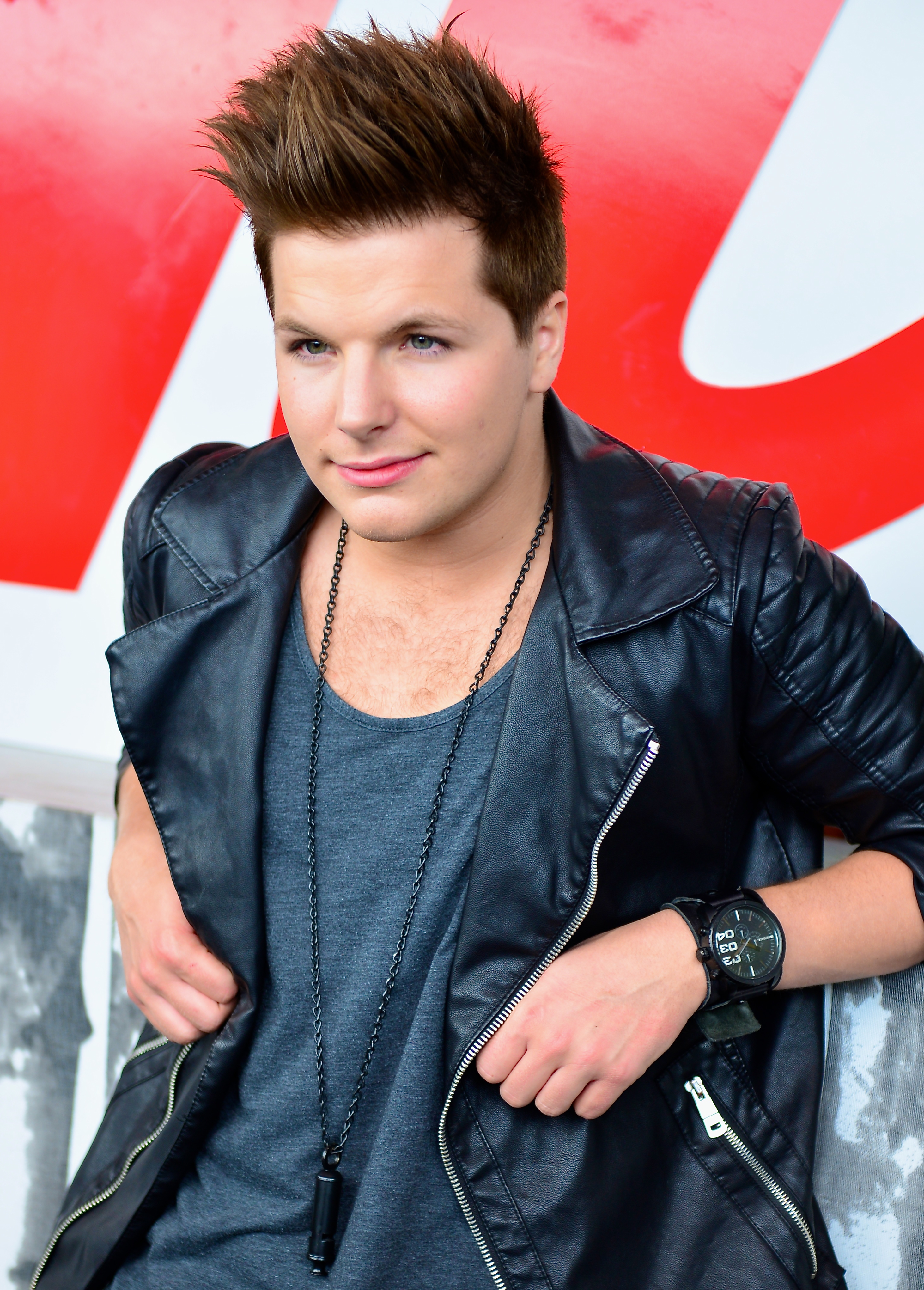
Robin Stjernberg inför Allsång på Skansen 2013.
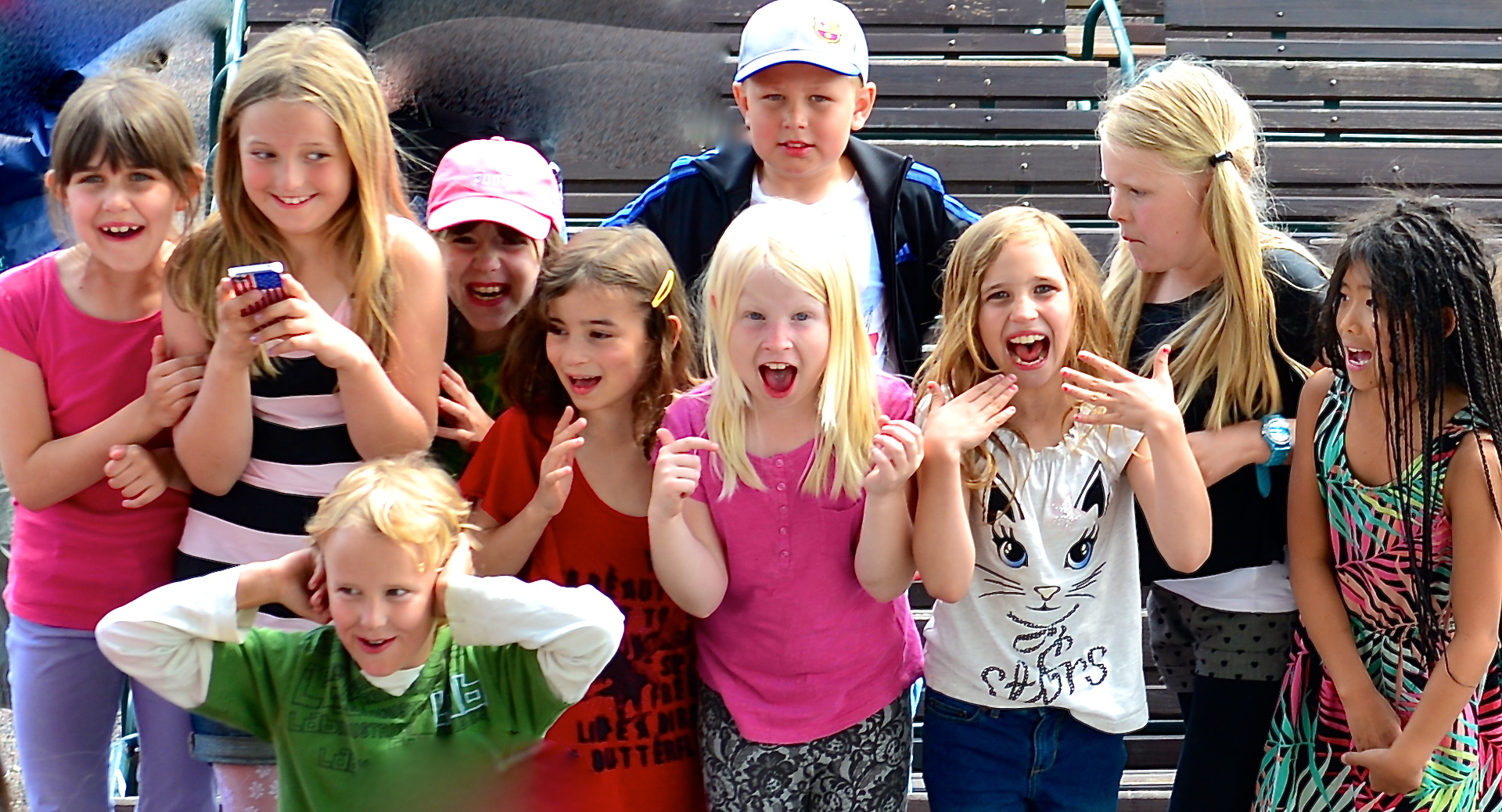
Unga allsångsfans under artistpresentationen inför Allsång på Skansen i Stockholm den 11 juni 2013.
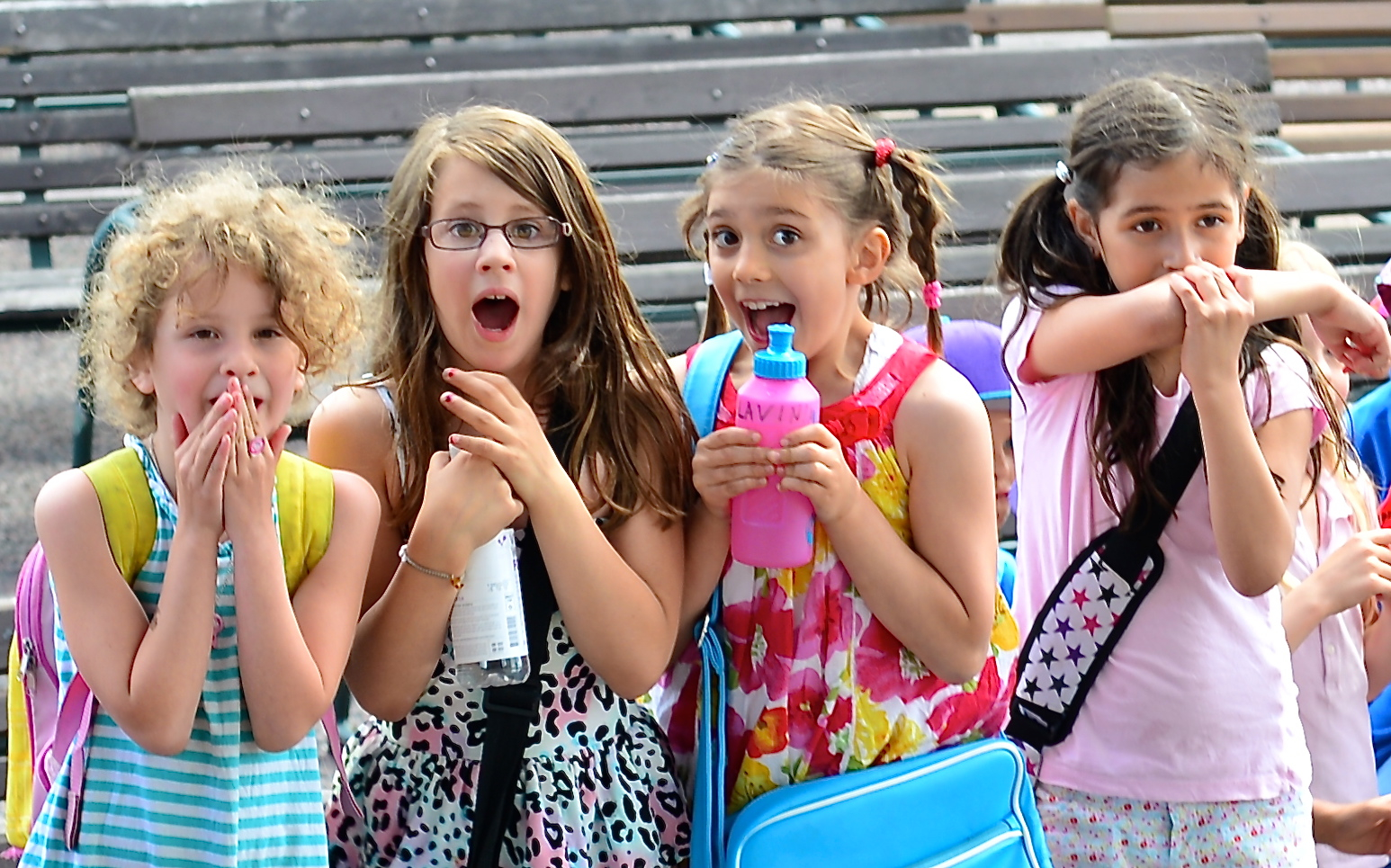
Unga allsångsfans under artistpresentationen inför Allsång på Skansen i Stockholm 2013.
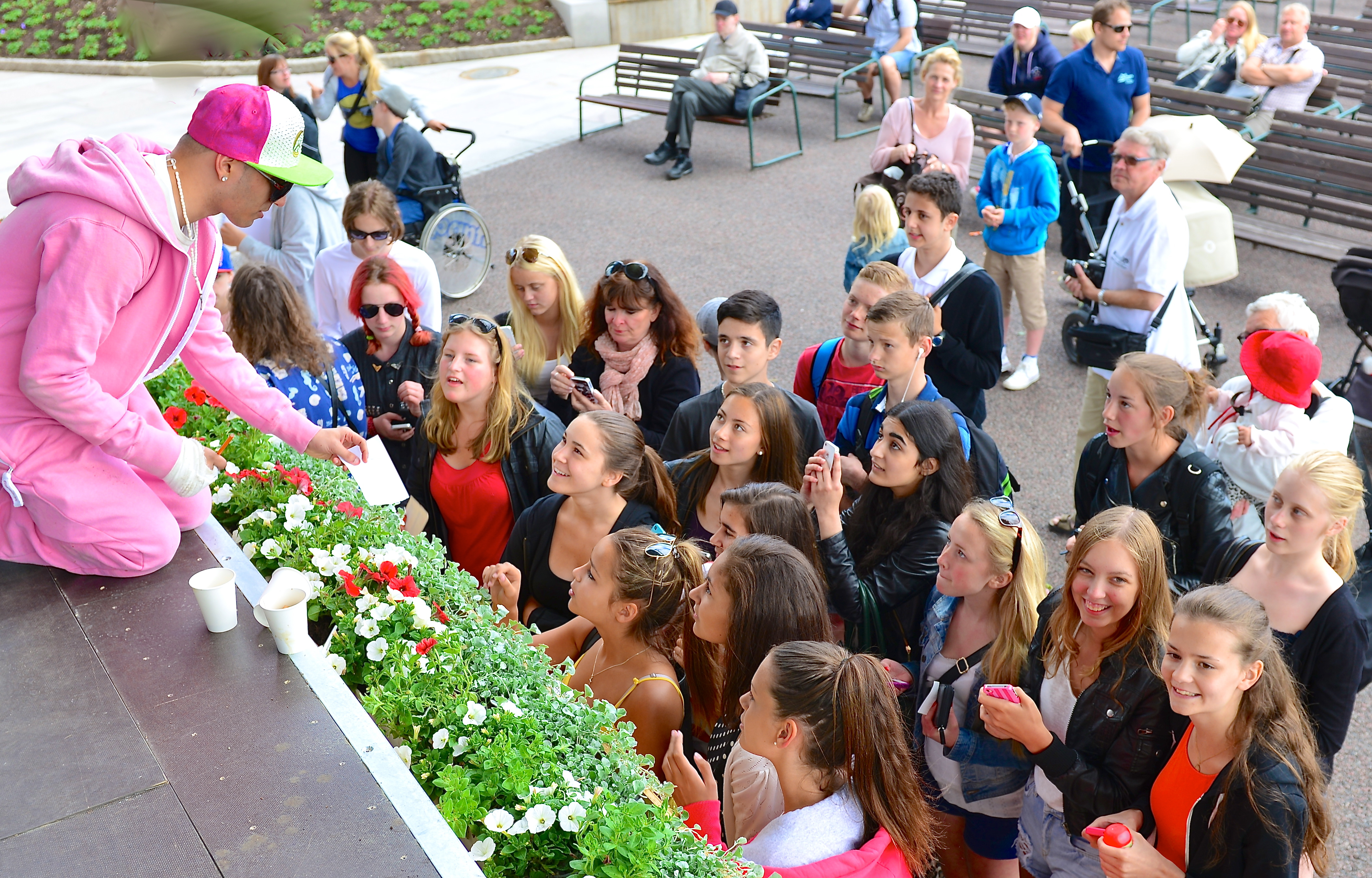
Sean Banan med fans under artistpresentationen inför Allsång på Skansen 2013.
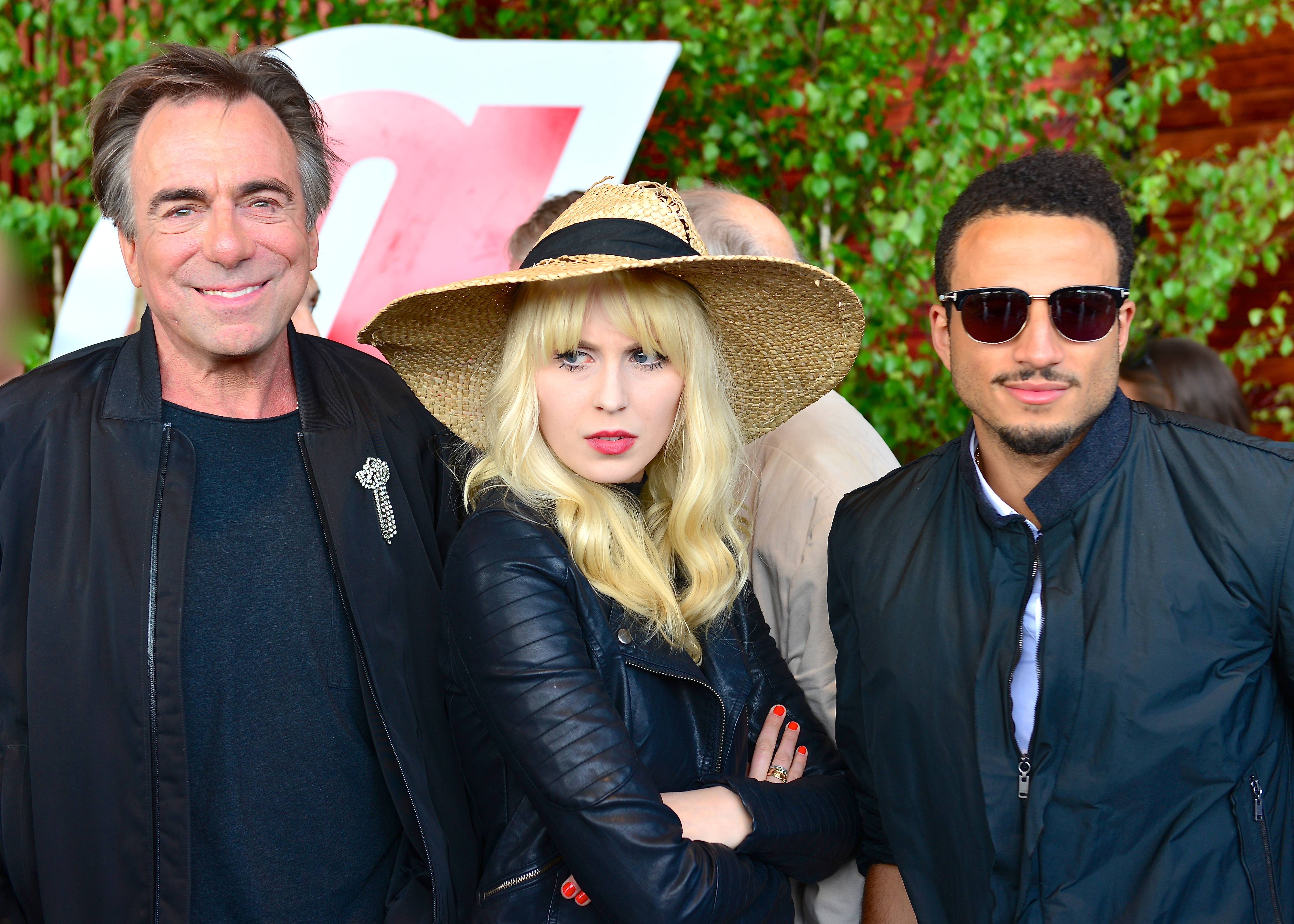
Rikard Wolff, Amanda Jenssen och Kim Cesarion inför Allsång på Skansen 2013.
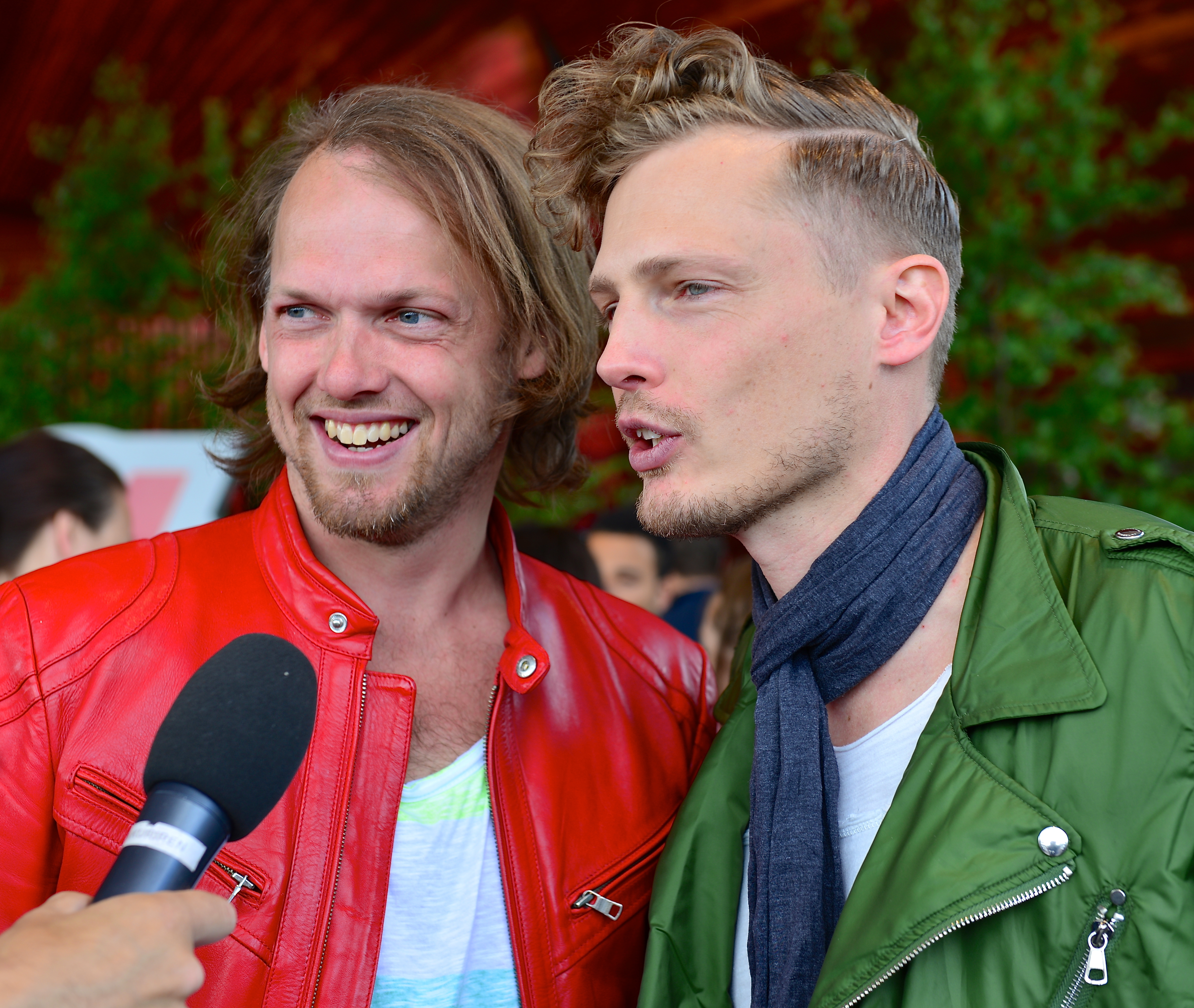
Brynolf & Ljung inför Allsång på Skansen 2013.
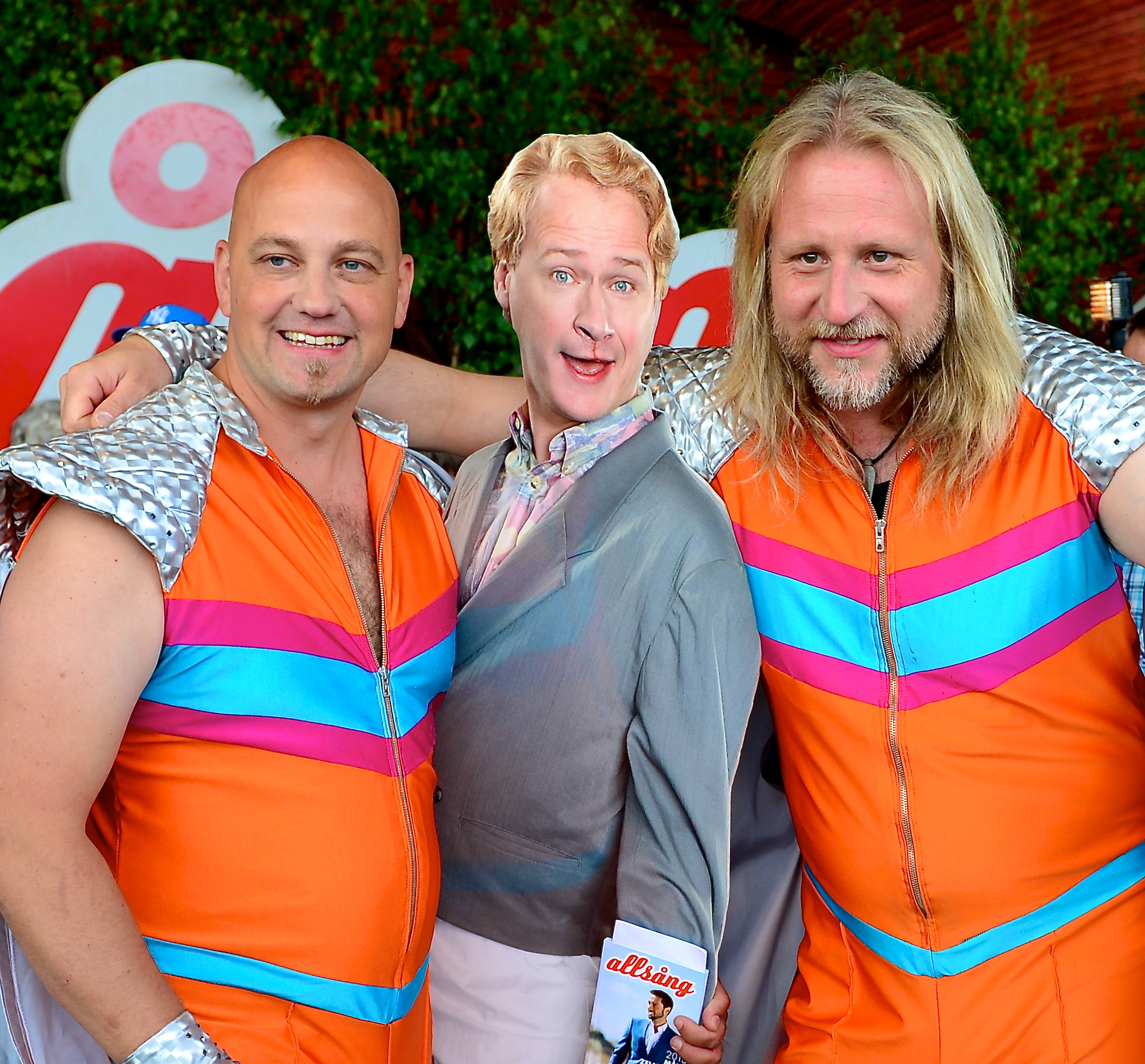
Rolandz.
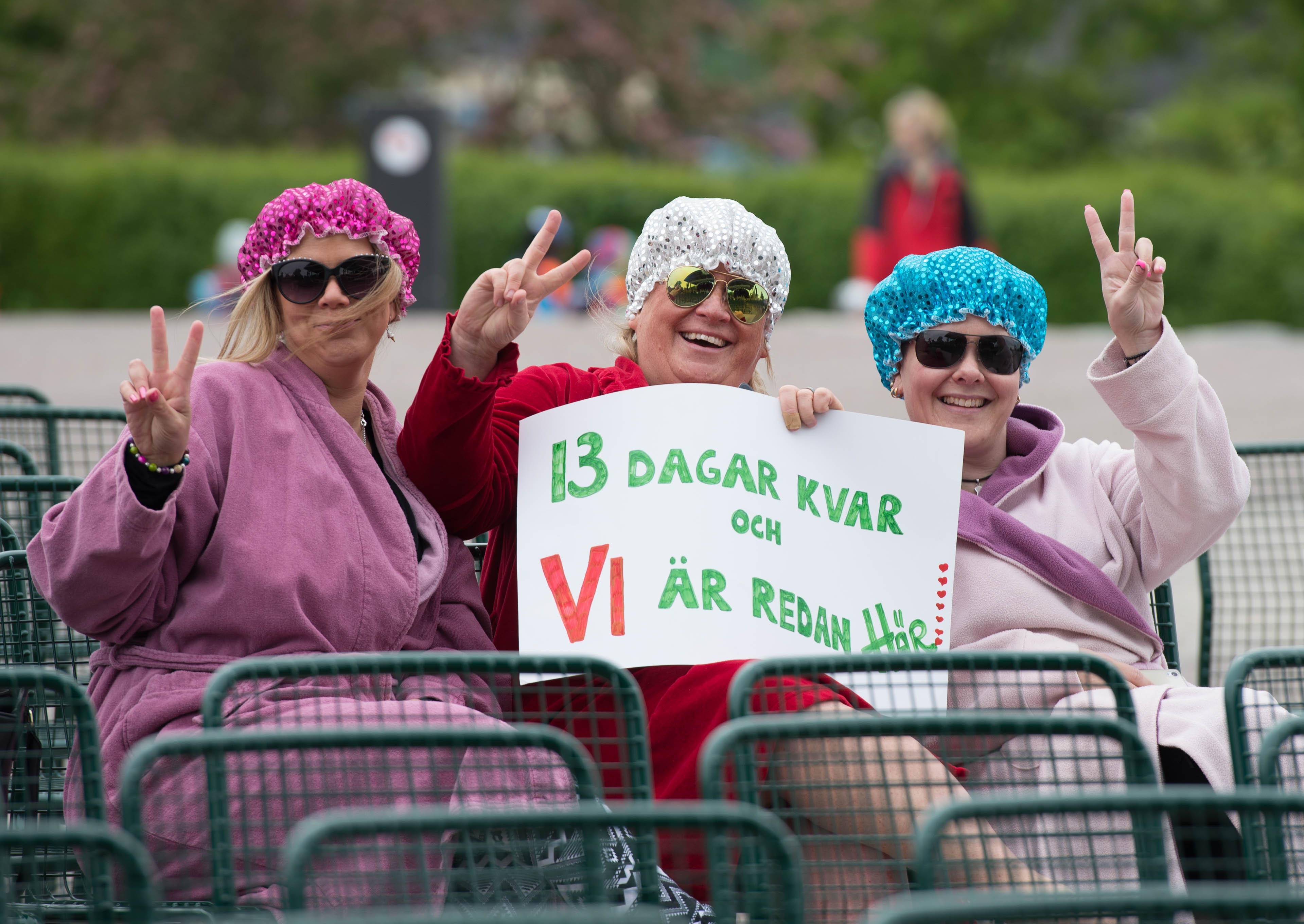
I väntan på Allsång på Skansen 2015.
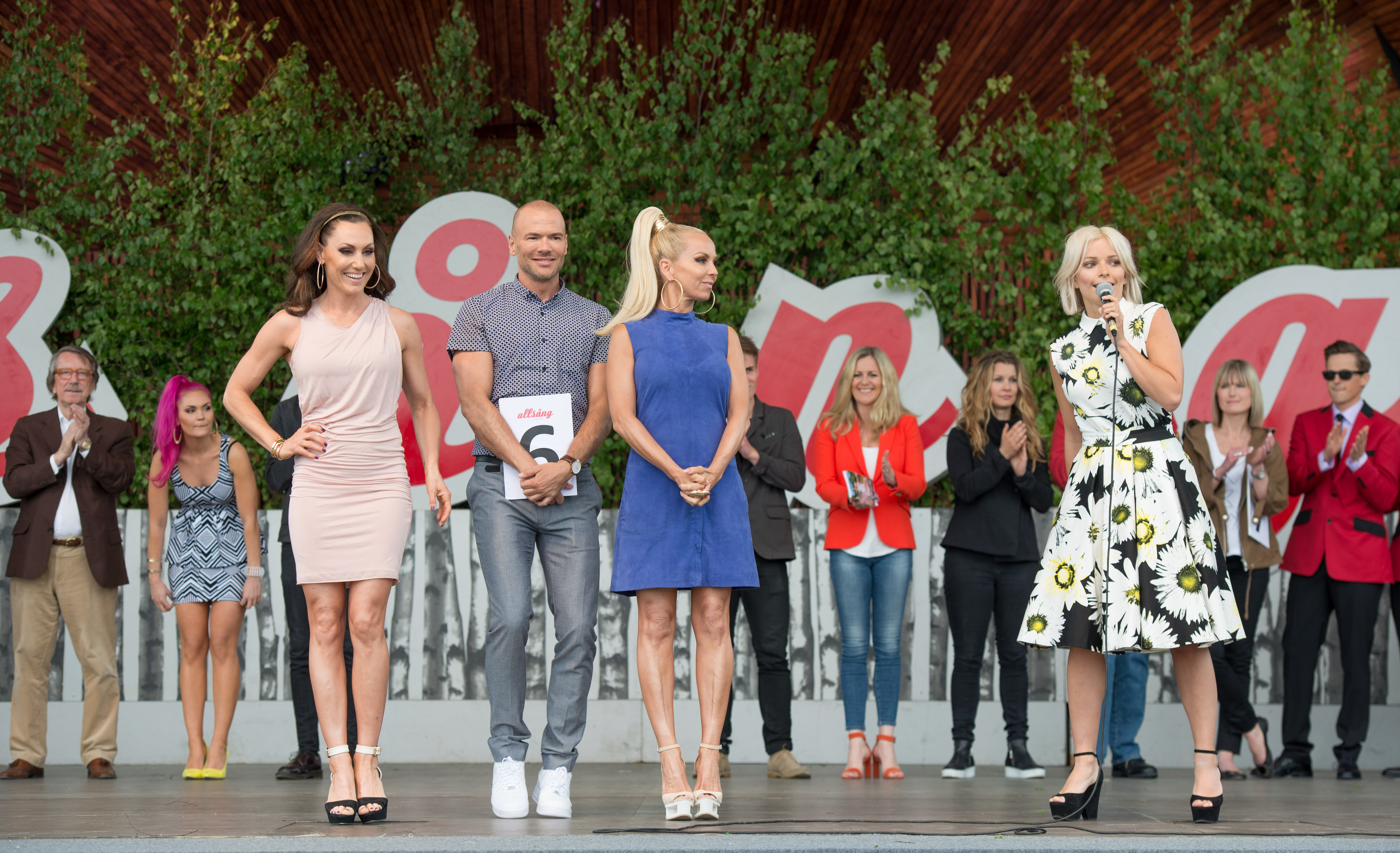
Petra Marklund presenterar artisterna för Allsång på Skansen 2015.